# Michel de Dreux-Brézé
Michel, marquis de Dreux-Brézé (15 juin 1700 - 17 février 1754), est un général français.

## Biographie
Fils de Thomas de Dreux-Brézé et petit-fils de Michel Chamillart, il entre aux mousquetaires en 1717, et est nommé colonel du régiment de Guyenne en 1718.
Il devient brigadier des armées du roi et commandant à Nancy en 1734. Inspecteur général de l'infanterie en 1741, il est promu lieutenant général des armées du roi et maréchal général des logis des armées en 1744. Il sert sous Maurice de Saxe durant la guerre de succession d'Autriche. Il est commandant en chef de la Flandre et du Hainaut, puis gouverneur de Loudun et de l'île Sainte-Marguerite.
Il est Grand maître des cérémonies de France et Prévôt maître des cérémonies de l'Ordre du Saint-Esprit de 1749 à 1754.
Il épouse en premières noces sa cousine, Isabelle de Dreux-Nancré, petite-fille de Claude de Dreux-Nancré, puis en secondes noces Louise-Élisabeth de La Châtre, fille du marquis Louis-Charles de La Châtre.

## Sources
- Jean Baptiste Pierre Jullien de Courcelles, Dictionnaire historique et biographique des généraux français, depuis le onzième siècle jusqu'en 1820, Volume 9, 1823
- Mémoires de Saint-Simon